# Państwowa Straż Rybacka
Państwowa Straż Rybacka – służba mundurowa o uprawnieniach policyjnych, klasyfikowana jako straż ochrony przyrody i zaliczana do policji administracyjnych. Została utworzona w 1985, jest państwową jednostką budżetową, podlega wojewodzie i zajmuje się kontrolą przestrzegania Ustawy z dnia 18 kwietnia 1985 r. o rybactwie śródlądowym oraz przepisów wydanych na jej podstawie. Działa we wszystkich 16 województwach. Z Państwową Strażą Rybacką może współdziałać utworzona przez radę powiatu na wniosek starosty Społeczna Straż Rybacka.

## Strażnicy i ich uprawnienia
Strażnikowi Państwowej Straży Rybackiej przysługuje bezpłatne umundurowanie, które zobowiązany jest nosić przy wykonywaniu czynności służbowych wraz z oznakami służbowymi, odznakami służbowymi, odzieżą specjalną i wyposażeniem osobistym. W szczególnie uzasadnionych przypadkach komendant wojewódzki PSR ma prawo zezwolić strażnikowi na używanie ubioru cywilnego. Prawa i obowiązki pracownicze, zasady wynagradzania, wzory oznak, legitymacji służbowej, odznaki służbowej i umundurowania strażnika reguluje rozporządzenie ministra rolnictwa i gospodarki żywnościowej z 1997.
Strażnikom przysługuje szereg uprawnień. Mają oni prawo do m.in.: kontroli dokumentów uprawniających do połowu ryb u osób dokonujących połowu oraz dokumentów stwierdzających pochodzenie ryb u osób przetwarzających lub wprowadzających ryby do obrotu; kontroli ilości masy i gatunków odłowionych ryb, przetwarzanych lub wprowadzanych do obrotu oraz przedmiotów służących do ich połowu. Strażnicy mogą także: zabezpieczać porzucone ryby i przedmioty służące do ich połowu w wypadku niemożności ustalenia ich posiadacza; legitymować osoby podejrzane; odbierać za pokwitowaniem ryby i przedmioty służące do ich połowu; nakładać mandaty karne. W trakcie wykonywania obowiązków przysługują im uprawnienia Państwowej Straży Łowieckiej, strażników leśnych i Straży Parku.
Strażnik PSR ma prawo do noszenia broni palnej krótkiej, broni sygnałowej, kajdanek zakładanych na ręce, ręcznych miotaczy substancji obezwładniających, pałki służbowej i przedmiotów przeznaczonych do obezwładniania osób za pomocą energii elektrycznej. W określonych przypadkach może użyć środków przymusu bezpośredniego i broni palnej. Zasady posiadania, przechowywania i ewidencjonowania przez PSR broni palnej, sygnałowej, amunicji oraz środków przymusu bezpośredniego określa rozporządzenie ministra rolnictwa i rozwoju wsi z 2014.

## Działalność
Według stanu z 2016 Państwowa Straż Rybacka miała 298 etatów strażników terenowych. Najmniej etatów (7) było w województwach lubuskim i świętokrzyskim, najwięcej zaś (38) w województwie warmińsko-mazurskim. Łączna powierzchnia kontrolowanych obwodów wód wynosiła 619,3 tys. ha, w tym 120,0 tys. ha w województwie warmińsko-mazurskim (19,4%).
W latach 2013–2016 (I kwartał) Państwowa Straż Rybacka skonfiskowała 23 386 sztuk sprzętu, ujawniła 2466 przestępstw i 51 308 wykroczeń oraz nałożyła 34 729 mandatów karnych na łączną kwotę 5556,6 tys. zł. W przeprowadzonej w 2016 kontroli Najwyższa Izba Kontroli zwróciła uwagę na brak regulacji dotyczących wysokości grzywien nakładanych przez PSR w drodze mandatów karnych za poszczególne rodzaje wykroczeń. Dla przykładu w województwie dolnośląskim średnia wartość mandatu za okres 2013–2016 (I kwartał) wyniosła 124 zł, a w województwie wielkopolskim 239 zł.
W 2016 Najwyższa Izba Kontroli, po przeprowadzonej kontroli w komendach wojewódzkich PSR w Gdańsku, Szczecinie, Krakowie, Poznaniu i Warszawie, wystawiła ocenę pozytywną (mimo stwierdzonych nieprawidłowości) w zakresie użytkowania i przechowywania broni. Stwierdzono, że w okresie objętym kontrolą strażnicy PSR pełnili służbę z bronią. Najczęściej była ona pobierana przez strażników PSR w Krakowie (347 razy) i PSR w Gdańsku (216 razy). Jednocześnie nie odnotowano przypadków użycia bądź wykorzystania broni, ani przypadków jej utraty. W dobrowolnym badaniu ankietowym, w którym wzięło udział 78 strażników PSR (80% zatrudnionych w kontrolowanych jednostkach), ankietowani jako podstawowe wyposażenie wskazali: pistolet i kajdanki (85% badanych) i miotacz gazu (71%).
Według stanu z 2016 Państwowa Straż Rybacka posiadała 423 sztuki broni palnej bojowej i innej, pięć paralizatorów oraz 234 miotaczy substancji obezwładniających.

## Stopnie[4]
- Młodszy strażnik
- Strażnik
- Starszy strażnik
- Komendant posterunku
- Zastępca komendanta wojewódzkiego
- Komendant wojewódzki

## Komendy wojewódzkie PSR
| Województwo | Siedziba            |       | Powierzchnia obwodów wód (tys. ha; 2019) |      | Przeciętne zatrudnienie | Przeciętne zatrudnienie |          | Wydatki budżetu państwa (tys. zł) | Wydatki budżetu państwa (tys. zł) | Wydatki budżetu państwa (tys. zł) |
| Województwo | Siedziba            | 2019  | Powierzchnia obwodów wód (tys. ha; 2019) | 2020 | 2018                    | 2019                    | 2020     |                                   |                                   |                                   |
| --- | ------------------- | ----- | ---------------------------------------- | ---- | ----------------------- | ----------------------- | -------- | --------------------------------- | --------------------------------- | --------------------------------- |
| dolnośląskie | Wrocław             | 30,0  | 23                                       | 22   | 1459,0                  | 1357,8                  | 1581,5   |                                   |                                   |                                   |
| kujawsko-pomorskie | Bydgoszcz           | 52,4  | 18                                       | 18   | 1188,0                  | 1214,0                  | 1451,8   |                                   |                                   |                                   |
| lubelskie | Lublin              | 18,9  | 18                                       | 16   | 1295,9                  | 1205,8                  | 1207,7   |                                   |                                   |                                   |
| lubuskie | Gorzów Wielkopolski | 26,0  | 12                                       | 11   | 673,0                   | 899,4                   | 763,9    |                                   |                                   |                                   |
| łódzkie | Sieradz             | 18,0  | 20                                       | 19   | 1331,0                  | 1341,8                  | 1513,6   |                                   |                                   |                                   |
| małopolskie | Kraków              | 26,5  | 13                                       | 13   | 832,6                   | 756,7                   | 966,3    |                                   |                                   |                                   |
| mazowieckie | Warszawa            | 42,3  | 33                                       | 33   | 2631,7                  | 2668,0                  | 2724,9   |                                   |                                   |                                   |
| opolskie | Opole               | 17,0  | 10                                       | 10   | 803,0                   | 863,1                   | 863,1    |                                   |                                   |                                   |
| podkarpackie | Rzeszów             | 30,2  | 23                                       | 22   | 1707,0                  | bd.                     | bd.      |                                   |                                   |                                   |
| podlaskie | Suwałki             | 25,8  | 19                                       | 19   | 1334,4                  | 1339,5                  | 1454,9   |                                   |                                   |                                   |
| pomorskie | Gdańsk              | 64,7  | 19                                       | 18   | 1462,7                  | 1506,4                  | 1557,2   |                                   |                                   |                                   |
| śląskie | Katowice            | 25,0  | 14                                       | 12   | 979,0                   | 1036,0                  | 1161,7   |                                   |                                   |                                   |
| świętokrzyskie | Kielce              | 8,7   | 5                                        | 6    | 380,5                   | 358,9                   | 580,9    |                                   |                                   |                                   |
| warmińsko-mazurskie | Olsztyn             | 120,0 | 35                                       | 34   | 2706,0                  | 2633,0                  | 2804,9   |                                   |                                   |                                   |
| wielkopolskie | Poznań              | 42,5  | 39                                       | 39   | 2495,4                  | 2544,6                  | 2597,7   |                                   |                                   |                                   |
| zachodniopomorskie | Szczecin            | 71,3  | 18                                       | 18   | 1515,0                  | 1390,0                  | 1493,0   |                                   |                                   |                                   |
| Razem | Razem               | 619,3 | 319                                      | 310  | 22 794,2                | 21 115,0                | 22 723,1 |                                   |                                   |                                   |
| Źródło: Najwyższa Izba Kontroli: 2018, 2019. 2020. Uwaga: Podsumowanie wydatków w 2017 i 2018 bez województwa podkarpackiego. |                     |       |                                          |      |                         |                         |          |                                   |                                   |                                   |